# Aigremont (Yvelines)
Aigremont település Franciaországban, Yvelines megyében. Lakosainak száma 1082 fő (2022. január 1.). Aigremont Chambourcy és Poissy községekkel határos.

## Népesség
A település népességének változása:
| Lakosok száma | 1139 | 1106 | 1138 | 1084 | 1080 | 1086 | 1085 | 1083 | 1082 |
|               | 2013 | 2015 | 2016 | 2017 | 2018 | 2019 | 2020 | 2021 | 2022 |